# Anomiidae
Anomiidae zijn een familie van tweekleppigen uit de orde Pectinida.

## Taxonomie
De volgende geslachten zijn bij de familie ingedeeld:
- Anomia Linnaeus, 1758
- Enigmonia Iredale, 1918
- Heteranomia Winckworth, 1922
- Isomonia Dautzenberg & Fischer, 1897
- Monia Gray, 1850
- Patro Gray, 1850
- Placunanomia Broderip, 1832
- Pododesmus Philippi, 1837
- Tedinia Gray, 1853